# 菅原慎介
菅原 慎介（すがわら しんすけ、8月28日 - ）は、日本の男性声優。茨城県出身。シグマ・セブンe所属。

## 来歴
2015年10月1日に発売されたPlayStation 3、PlayStation 4用ゲームソフト『アルスラーン戦記×無双』に兵卒役で出演。同年『ランス・アンド・マスクス』7話でアニメに初出演し、2016年には『ふらいんぐうぃっち』で初のレギュラー出演を果たす。2019年1月1日より、クレアボイス準所属から正所属に昇格。2021年12月31日クレアボイスを退所、フリー期間を経て、2022年4月1日付でシグマ・セブンeに所属。

## 人物
趣味・特技はマット運動、声帯模写、コント制作、観劇、音楽鑑賞。
得意料理はパッサパサなチャーハン。

## 出演
太字はメインキャラクター。

### テレビアニメ
2015年
- ランス・アンド・マスクス（ガラの悪い男たち）
- ヘヴィーオブジェクト（兵士、オペレーター、衛生兵）

2016年
- アクティヴレイド -機動強襲室第八係- 2nd（不良A）
- タイムボカン24（2016年 - 2018年、出来内、原始人、クイズ対戦者A、兵士達、エジソンメカ、記者） - 2シリーズ
- タブー・タトゥー（トシ、部下）
- DAYS（房総9番、他校生）
- ドリフターズ（エルフ）
- ねじ巻き精霊戦記 天鏡のアルデラミン（アイギ、コーサラ）
- ふらいんぐうぃっち（倉本圭）
- プリンス・オブ・ストライド オルタナティブ（クラスメイト）
- 魔法少女育成計画（ヤクザB）
- レガリア The Three Sacred Stars（作業員、記者、店主、住人、人々、副操縦士、衛兵）
- Lostorage incited WIXOSS（2016年 - 2018年、白井翔平） - 2シリーズ

2017年
- スクールガールストライカーズ Animation Channel（記者）
- 風夏（男性客）
- 幼女戦記（ラジオ、訓練生、航海士、連絡将校）
- 機動戦士ガンダム 鉄血のオルフェンズ（革命軍兵士）
- アリスと蔵六（林一郎）
- ナイツ&マジック（アーキッド・オルター）
- 妖怪アパートの幽雅な日常（不良B、男子C）
- 食戟のソーマ 餐ノ皿（男性客）
- クジラの子らは砂上に歌う（ロウ）
- 戦刻ナイトブラッド（村人）

2018年
- だがしかし2（リポーター）
- 博多豚骨ラーメンズ（暴漢）
- ラストピリオド -終わりなき螺旋の物語-（使用人）
- デビルズライン（森澤研一、自警団）
- プラネット・ウィズ（根津屋正義）
- HUGっと!プリキュア（男子）
- ゆらぎ荘の幽奈さん（僧兵、生徒、魚人、葦田）
- 叛逆性ミリオンアーサー（2018年 - 2019年、エージェント、兵士） - 2シリーズ
- ゴブリンスレイヤー（冒険者）

2019年
- ガーリー・エアフォース（オペレーター）
- エガオノダイカ（シャーフ分隊長）
- ドメスティックな彼女（芝田）
- ワンパンマン（肩パッド、シューター）
- ぼくたちは勉強ができない!（男子A）

2020年
- デカダンス（オペレーターA、ギア、バグサイボーグD）

2021年
- 裏世界ピクニック（学生、街の人たち）
- ゲキドル（ケンケン）
- SSSS.DYNAZENON（車内アナウンス）
- スライム倒して300年、知らないうちにレベルMAXになってました（世界樹の獣たち）

2023年
- 七つの魔剣が支配する（ガイ＝グリーンウッド）
- 政宗くんのリベンジR（男子生徒、鈴木）
- EDENS ZERO（イバラキ）

2024年
- 月が導く異世界道中 第二幕（ミスラ＝カズパー）
- WIND BREAKER（2024年 - 2025年、栗田順平） - 2シリーズ
- ヴァンパイア男子寮（生徒B）
- 黒執事 -寄宿学校編-（マキューシオ）
- 新米オッサン冒険者、最強パーティに死ぬほど鍛えられて無敵になる。（魔導試験官、親衛隊隊員E、友人、受付）
- デリコズ・ナーサリー（生徒）
- やり直し令嬢は竜帝陛下を攻略中（北方師団兵士B、ミハリ）
- 魔法使いになれなかった女の子の話（アニク＝クーマー）

2025年
- ネクロノミ子のコズミックホラーショウ

### 劇場アニメ
- 劇場版 はいからさんが通る 前編 〜紅緒、花の17歳〜（2017年）
- 劇場版 SHIROBAKO（2020年、忠次〈ブライト&レイブン〉、げ〜ぺ〜う〜三下B[13]）
- GRIDMAN UNIVERSE（2023年） - 2作品[一覧 5]

### OVA
- Lostorage conflated WIXOSS -missing link-（2017年、白井翔平）
- ゴブリンスレイヤー -GOBLIN'S CROWN-（2020年、村人たち）

### ゲーム
2010年代
- アルスラーン戦記×無双（2015年、兵卒）
- ORDINAL STRATA -オーディナル ストラータ-（2018年、ロスト）
- SDガンダム GGENERATION CROSSRAYS（2019年、一般兵ボイス〈ノーマルC〉）
- モンスターストライク（2019年、クシミタマ）

2020年代
- スーパーロボット大戦30（2021年、アーキッド・オルター）
- PROGRESS ORDER（2025年、アルト）

### ドラマCD
- ふらいんぐうぃっち（2019年、倉本圭[16]）

### デジタルコミック
- 戦争は女の顔をしていない コミック朗読PV（2020年、男性乗客）

### シリーズ一覧
1. ↑  第1期（2016年 - 2017年）、第2期『タイムボカン 逆襲の三悪人』（2017年 - 2018年）
2. ↑  第1期（2016年）、第2期『Lostorage conflated WIXOSS』（2018年）
3. ↑  第1シーズン（2018年）、第2シーズン（2019年）
4. ↑  Season 1（2024年）、Season 2（2025年）
5. ↑  『劇場総集編 SSSS.GRIDMAN』（2023年）、『グリッドマン ユニバース』（2023年）[14]

### 初出話一覧
1. 1 2  第5話初出
2. ↑  第14話初出
3. 1 2 3  第2話初出
4. 1 2 3  第4話初出
5. ↑  第11話初出
6. ↑  第1話初出
7. ↑  第6話初出
8. ↑  第3話初出
9. ↑  第8話初出